# Romeo Zondervan
Romeo Zondervan (ur. 4 marca 1959 w Paramaribo, Surinam) – piłkarz holenderski grający na pozycji środkowego obrońcy lub defensywnego pomocnika.

## Kariera klubowa
Zondervan pochodzi z Surinamu, ale wychowywał się już w Holandii. Jego pierwszym klubem był FC Den Haag, w barwach którego zadebiutował w 1977 roku w Eredivisie. Po półtora roku gry w Hadze Zondervan przeszedł do FC Twente i 4 marca 1979 zadebiutował w nim meczem z FC Utrecht (2:2). W tym samym roku dotarł z Twente do finału Pucharu Holandii, ale potem więcej sukcesów z klubem z Enschede nie osiągnął.
Zimą 1981 roku Zondervan przeszedł do angielskiego West Bromwich Albion. Z WBA grał w Division One, ale zespół nie walczył wówczas o mistrzostwo i zazwyczaj zajmował miejsca w środku tabeli. W 1983 roku Zondervan przeniósł się do Ipswich Town. W 1986 roku spadł z klubem o klasę niżej i przez 6 sezonów grał w Division Two, az w 1992 roku wywalczył awans do nowo powstałej Premiership. Jednak po sezonie wrócił do Holandii i przez 3 lata bronił barw NAC Breda, a w 1995 roku zakończył sportową karierę w wieku 36 lat.
| Sezon   | Klub                 | Kraj     | Rozgrywki    | Mecze | Bramki |
| ------- | -------------------- | -------- | ------------ | ----- | ------ |
| 1977/78 | FC Den Haag          | Holandia | Eredivisie   | 23    | 0      |
| 1978/79 | FC Den Haag          | Holandia | Eredivisie   | 16    | 1      |
| 1978/79 | FC Twente            | Holandia | Eredivisie   | 16    | 0      |
| 1979/80 | FC Twente            | Holandia | Eredivisie   | 33    | 0      |
| 1980/81 | FC Twente            | Holandia | Eredivisie   | 34    | 2      |
| 1981/82 | FC Twente            | Holandia | Eredivisie   | 19    | 1      |
| 1981/82 | West Bromwich Albion | Anglia   | Division One | 14    | 0      |
| 1982/83 | West Bromwich Albion | Anglia   | Division One | 41    | 2      |
| 1983/84 | West Bromwich Albion | Anglia   | Division One | 29    | 3      |
| 1983/84 | Ipswich Town         | Anglia   | Division One | 8     | 2      |
| 1984/85 | Ipswich Town         | Anglia   | Division One | 41    | 1      |
| 1985/86 | Ipswich Town         | Anglia   | Division One | 28    | 2      |
| 1986/87 | Ipswich Town         | Anglia   | Division Two | 39    | 1      |
| 1987/88 | Ipswich Town         | Anglia   | Division Two | 29    | 4      |
| 1988/89 | Ipswich Town         | Anglia   | Division Two | 37    | 3      |
| 1989/90 | Ipswich Town         | Anglia   | Division Two | 30    | 0      |
| 1990/91 | Ipswich Town         | Anglia   | Division Two | 34    | 0      |
| 1991/92 | Ipswich Town         | Anglia   | Division Two | 28    | 0      |
| 1992/93 | NAC Breda            | Holandia | Eredivisie   | 22    | 0      |
| 1993/94 | NAC Breda            | Holandia | Eredivisie   | 26    | 0      |
| 1994/95 | NAC Breda            | Holandia | Eredivisie   | 6     | 0      |

## Kariera reprezentacyjna
W 1980 roku Zondervan nie mając na koncie debiutu w reprezentacji został powołany przez selekcjonera Jana Zwartkruisa do kadry na finały Mistrzostw Europy we Włoszech. Tam nie zagrał jednak ani minuty, a Holandia odpadła już po fazie grupowej. W reprezentacji swój pierwszy i jedyny mecz rozegrał rok później, 22 lutego a Holandia pokonała Cypr 3:0.